# Patricia Hajdu
Pour les articles homonymes, voir Hajdu.
Patricia Hajdu, dite Patty Hajdu, née le 3 novembre 1966 à Montréal,, est une femme politique canadienne membre du Parti libéral du Canada.
Elle est députée à la Chambre des communes pour Thunder Bay—Supérieur-Nord depuis les élections fédérales canadiennes de 2015.
Le 26 octobre 2021, elle est nommée ministre des Services aux Autochtones et ministre de l'Initiative fédérale du développement économique pour le Nord de l'Ontario au sein du gouvernement de Justin Trudeau.

## Biographie

### Jeunesse et formation
Elle est diplômée de l’Université Lakehead.

### Carrière professionnelle
Elle a œuvré dans le secteur de l’appui aux femmes[pas clair] à Thunder Bay.

### Parcours politique
Elle fut ministre de la Condition féminine dans le 29e conseil des ministres de novembre 2015 à janvier 2017, et par la suite ministre de l'Emploi, du Développement de la main d'œuvre et du Travail.
Depuis octobre 2019, elle occupe le poste de ministre de la Santé dans le 29e conseil des ministres du Canada dirigé par Justin Trudeau.